# Estádio Fredis Saldivar
O Estádio Municipal Fredis Saldivar, conhecido também como Douradão, é um estádio localizado em Dourados, Mato Grosso do Sul, Brasil. Inaugurado quase um ano após cidade completar 50 anos de emancipação política, em abril de 1986, está situado na região sudeste da cidade de Dourados, sendo de propriedade da administração da prefeitura local. Com área de cerca de 147 mil metros quadrados, possui uma das melhores infraestruturas de todo o Mato Grosso do Sul. É representante da cidade para os principais eventos futebolísticos regionais. O campo é oficial como determina a FIFA, tendo capacidade para 30 mil pessoas. É o maior estádio de futebol do interior de Mato Grosso do Sul e o segundo estádio estadual, ficando atrás apenas do Morenão. No Brasil é o 27º maior estádio, junto com mais dois estádios.
É o estádio sede onde ocorre o chamado Clássico Douradense, representado pelos dois times locais: o Ubiratan Esporte Clube, Dourados Atlético Clube e o Clube Recreativo Desportivo 7 de Setembro. Ambos (caso de Ubiratan e Sete) já se enfrentaram algumas vezes pelo campeonato estadual. Há ainda o Operário de Dourados, outro clube tradicional da cidade que também manda seus jogos no Douradão. Além do estadual, o estádio também foi palco de competições importantes ao longo de sua existência tais como a Copa do Brasil e Copa Verde. Além de abrigar os jogos oficiais em competições profissionais, o estádio é o palco de competições amadoras ou de outras finalidades no município, como os tradicionais JOJUD (Jogos da Juventude de Dourados) e JED (Jogos Escolares de Dourados).

## Nome
O Estádio Municipal Fredis Saldivar tem esse nome em homenagem a Fredis Saldivar, empresário do setor da construção civil que doou o terreno onde o estádio foi construído. De origem paraguaia, este faleceu em 10 de outubro de 1984 (menos de dois anos antes de o estádio ser inaugurado) após um fulminante ataque cardíaco as margens do Rio Apa, onde se encontrava na companhia de pessoas da sua família e de seu amigo Joel Pizzini para uma pescaria, um dos seus lazeres preferidos.
Seus pais, Dom Ranulfo Saldivar e Joana Velazques Saldivar, chegaram em Dourados no ano de 1942, vindos do Paraguay, passando pelos ervais da Campanario, e aqui constituíram uma das pioneiras e maiores famílias de descendentes de paraguaios, a familia Saldivar de Dourados. Os filhos de Ranulfo e Joana, os irmãos Saldivar, Estevão, Fredis, Norton, Beto e Nenzo, sob o comando de Fredis Saldivar, fizeram historia na construção civil e principalmente no futebol de Dourados como fundadores e jogadores do Operário Esporte Clube de Dourados, clube que entre os anos 70 e 80, juntamente com o Ubiratan, trouxe muitas alegrias aos desportistas douradenses, época essa que, com certeza, para quem viveu, deixou saudades. A familia Saldivar de Dourados tem hoje em torno de 200 integrantes.
Fredis Saldivar é também um dos fundadores do Operário Atlético Clube de Dourados, clube que, respeitando sempre as demais grandes personalidades que participaram de sua fundação, incorporou-se a historia da Família Saldivar. Não se fala em família Saldivar sem se falar em Operário de Dourados, e vice-versa. Oportuno lembrar que o único fundador hoje em vida, do verdadeiro Operário de Dourados é o irmão Norton Saldivar.

## Histórico
Localizado na Rua Coronel Ponciano, sudeste da cidade, o Estádio Municipal Fredis Saldivar começou a ser construído em meados dos anos 1980 pelo então governador Pedro Pedrossian. Foi inaugurado um ano após a cidade completar 50 anos de emancipação política e também quase dois anos após a morte do empresário que deu nome ao estádio, Fredis Saldivar. Como o Estádio Napoleão Francisco de Souza (ou da LEDA), não tinha condições de receber uma competição oficial da CBF, o jeito foi improvisar. Como apenas os setores das cadeiras numeradas e arquibancadas cobertas estavam prontos, no lado posterior foram instalados tapumes, para garantir a segurança dos torcedores, jogadores e arbitragem.
O diretor técnico da CBF Pedro Lopes, que era da Federação Catarinense de Futebol, fez a vistoria e liberou o estádio. O primeiro jogo no local foi entre Ubiratan e Mixto de Cuiabá, em 12 de abril de 1986, vencido pela equipe douradense por 4 a 2. O primeiro gol foi marcado pelo centroavante ubiratanense Ademir Patrício. Mas o Leão da Fronteira não foi longe na competição, caindo logo na primeira fase. Naquele ano, o Ubiratan Esporte Clube se qualificou para disputar o Campeonato Brasileiro da Série B (batizado na época de Torneio Paralelo). No grupo do “Leão da Fronteira” estavam equipes bastante conhecidas no cenário regional e nacional como América/MG, Uberlândia (MG), Anapolina (GO), Itumbiara (GO), Mixto (MT), Juventus (SP) e a Internacional de Limeira, que no ano anterior havia conquistado o campeonato paulista em uma vitória épica sobre o Palmeiras.
Uma segunda inauguração oficial ocorreu em 1994, dessa vez a estreia dos refletores com o jogo amistoso entre Fluminense e Internacional, um dos grandes clássicos brasileiros. O Douradão foi palco da comemoração de bicampeonato estadual do Ubiratan em 1998 diante do SERC Chapadão e em 1999, de forma invicta, contra o Comercial. No primeiro título em 1990, o jogo decisivo ocorreu em Naviraí. Em dezembro de 2012 houve a doação total do imóvel do estádio ao Município de Dourados, processo de doação previsto na Lei 4.297. A doação foi assinada pelo governador André Puccinelli, pelo então prefeito Murilo Zauith além de vereadores como testemunhas.

## Recordes de público
O maior público da história do Douradão, oficialmente, foi a primeira partida da decisão do Campeonato Sul-Mato-Grossense em 17 de julho de 1988, quando 18.780 pessoas pagaram ingresso para ver o empate de 1 a 1 entre Ubiratan e Operário de Campo Grande. No jogo de volta, na Capital, o Galo venceu por 1 a 0 e ficou com o título.
Naquele mesmo ano, em duas semifinais memoráveis entre Ubiratan e CAD (Clube Atlético Douradense), o estádio recebeu mais de 15 mil torcedores em cada jogo.

### Copa de 2014
O Douradão chegou a ser indicado para ser candidato para sediar a Copa do Mundo de 2014, mas essa ideia foi abandonada logo depois pois se mostrou inviável, até porque nenhuma cidade não-capital no Brasil foi classificada para sediar o evento.

## Infraestrutura
No final de 2012 o estádio foi doação ao Município de Dourados, que foi repassada oficialmente pelo governador André Puccinelli, sendo o processo de doação previsto na Lei 4.297. A doação foi assinada pelo governador, o então prefeito Murilo Zauith e vereadores como testemunhas. Trata de um bem incorporado ao patrimônio do município, avaliado em pouco mais de R$ 185 milhões e que faz parte de uma antiga reivindicação dos desportistas locais.
Com aproximadamente 147 mil metros quadrados, é suficiente para a implantação de vários projetos, o que vai transformar o local num grande complexo esportivo. Entre os projetos está a construção de um ginásio de esportes para 7.500 pessoas e de um polo aquático com quatro piscinas, sendo uma delas aquecida. Essas propostas, segundo o diretor da Funed, foram entregues na semana passada ao Ministério do Esporte, durante audiência do prefeito Murilo com o ministro Aldo Rebelo. Além desses, possui uma das melhores infraestruturas de todo o Mato Grosso do Sul, que inclui:
- 16 acessos
- Vestiários
- Torres com refletores para jogos noturnos
- Arquibancadas cobertas